# Schœnbourg
Schœnbourg è un comune francese, a 105 km più a est di Metz, di 456 abitanti situato nel dipartimento del Basso Reno nella regione del Grand Est.

## Società

### Evoluzione demografica
Abitanti censiti